# Distrikt Codo del Pozuzo
Der Distrikt Codo del Pozuzo liegt in der Provinz Puerto Inca in der Region Huánuco in Zentral-Peru. Der Distrikt wurde am 19. November 1984 gegründet. Der Distrikt Codo del Pozuzo hat eine Fläche von etwa 3228 km². Beim Zensus 2017 wurden 7768 Einwohner gezählt. Im Jahr 1993 lag die Einwohnerzahl bei 5422, im Jahr 2007 bei 6067. Verwaltungssitz des Distriktes ist die auf einer Höhe von etwa 380 m gelegene Ortschaft Codo del Pozuzo mit 1981 Einwohnern (Stand 2017). Codo del Pozuzo befindet sich knapp 65 km westsüdwestlich der Provinzhauptstadt Puerto Inca. Etwa 4 km westsüdwestlich von Codo del Pozuzo befindet sich die namengebende Stelle (codo spanisch für „Ellbogen“ oder „Kniestück“), an welcher der Fluss Río Pozuzo eine scharfe Biegung von Norden in Richtung Südost vollführt.

## Geographische Lage
Der Distrikt Codo del Pozuzo liegt im Südwesten der Provinz Puerto Inca. Er liegt in der vorandinen Zone am Westrand des Amazonasbeckens. Im Westen erheben sich die Berge der peruanischen Zentralkordillere. Den Südwesten des Distrikts durchfließt der Fluss Río Pozuzo, den Nordosten des Distrikts entwässert der Río Sungarayacu.
Der Distrikt Codo del Pozuzo grenzt im Südwesten an den Distrikt Chaglla (Provinz Pachitea), im Nordwesten an den Distrikt Daniel Alomía Robles (Provinz Leoncio Prado), im Norden an die Distrikte Padre Abad und Irázola (beide in der Provinz Padre Abad), im Nordosten an den Distrikt Puerto Inca, im Osten an den Distrikt Yuyapichis sowie im Süden an die Distrikte Palcazú und Pozuzo (beide in der Provinz Oxapampa).